# كولومبيا (محطة مترو أنفاق مدريد)
كولومبيا (بالإسبانية: Colombia)‏ هي محطة مترو أنفاق في مدريد في إسبانيا، تقع على الخط رقم 8,9.